# Sword of Mana
Sword of Mana (яп. 新約 聖剣伝説 синъяку сэикэн дэнсэцу, «Новое проявление легенды о святом мече») — японская компьютерная игра в жанре ролевой боевик, разработанная студией Brownie Brown для портативного устройства Game Boy Advance и выпущенная в 2003 году компанией Square Enix (на территории Северной Америки издателем выступила корпорация Nintendo). По сути игра представляет собой существенно улучшенную версию вышедшей в 1991 году Seiken Densetsu для Game Boy, которая в Америке была известна под названием Final Fantasy Adventure, а в Европе — Mystic Quest.

## Геймплей
Перед началом игрового процесса игрок должен выбрать пол главного героя и назвать его произвольным именем — от этого выбора будут зависеть некоторые аспекты путешествия, но в целом сюжет останется таким же. Sword of Mana сохраняет многие элементы геймплея первоисточника, зародившиеся ещё в Final Fantasy и позже с некоторыми изменениями получившие продолжение в серии Mana (например, в сеттинге присутствуют муглы, свойственные для Final Fantasy). Графика отрисована в том же стиле, что и родственная Seiken Densetsu 3, хотя дизайны персонажей и локаций по стилю ближе к Legend of Mana. Использован кольцевой интерфейс меню, впервые применённый в Secret of Mana, который позволяет выбирать опции без перехода на другой экран. Вернулась система смены дня и ночи из Seiken Densetsu 3. Игрок, что свойственно для Legend of Mana, может ковать оружие, выращивать растения в саду, читать записи о прошедших событиях в так называемом «Горячем доме». Сражения происходят в реальном времени, как в Secret of Mana.

## Оценки и продажи
| Сводный рейтинг    | Сводный рейтинг      |
| Агрегатор          | Оценка               |
| ------------------ | -------------------- |
| GameRankings       | 70,55 %              |
| Metacritic         | 72/100 (31 рецензия) |
| Иноязычные издания |                      |
| Издание            | Оценка               |
| 1UP.com            | 6,5/10               |
| Edge               | 6/10                 |
| EGM                | 6/10                 |
| Famitsu            | 30/40                |
| Game Informer      | 7,75/10              |
| GamePro            | [ 8 ]                |
| GameSpot           | 7,1/10               |
| GameSpy            | [ 10 ]               |
| IGN                | 7/10                 |

За первый день после релиза было продано 87 тысяч копий Sword of Mana, почти треть всего произведённого тиража. По окончании года она заняла 39-е место японского игрового чарта, всего продажи в Японии на этот момент составили 270 тысяч экземпляров. Игра удостоилась смешанных отзывов, агрегаторы рецензий GameRankings и Metacritic оба присудили ей рейтинг в 72 %.
В Японии игра поставлялась также в комплекте со специальным изданием консоли Game Boy Advance SP. Одновременно с релизом проводилась акция, тем, кто приобретёт саундтрек и руководство по игре в период с 27 августа по 30 сентября 2003 года, давалась возможность выиграть подушку с изображённым на ней кактусом и ремешок для мобильного телефона. В 2004 году по игре была создана манга авторства Сиро Амано, выпущенная компанией Enterbrain, позже увидели свет два романа по мотивам.